# Prunus himalaica
Prunus himalaica — вид вишні, що походить із Непалу. Він використовується як декоративний за межами рідного ареалу, через його привабливу блискучу червоно-коричневу кору. Найкраще росте приблизно на 3900 м над рівнем моря в Гімалаях.

## Опис
Prunus himalaica — невелике листопадне дерево або чагарник, що досягає висоти не більше 5,5 м. Гладка кора блискучого коричневого кольору з помітними горизонтальними чечевицями, схожа на мідно-червону кору тибетської вишні Prunus serrula та схожа на коричневу кору Prunus rufa, але темніша за неї. Його молодші гілки більш фіолетового кольору, з коричнево-червоним опушенням. Листки 4-5 см завширшки і 6-8 см завдовжки, еліптичної форми, верхня поверхня яскраво-зеленого кольору з деякими дрібними волосками, тоді як нижня сторона блідо-зелена з рясними коричневими волосками на жилках, включаючи 9-13 вторинних жилок. Листя має двозубчасті краї і округлі основи. Довжина черешка приблизно 1 см. Суцвіття P. himalaica зонтикоподібні з однією або двома квітками. Голі гіпантії близько 1 см завдовжки, а яйцевидно-залізисто-пильчасті близько 0,4 см. Чашолистки часто відігнуті. Пелюстки ніжно-рожеві. Кожна квітка має близько 45 тичинок.

## Декоративне використання
Усі Prunus himalaica, які вирощуються як декоративні рослини за межами свого рідного ареалу, отримані Тоні Шиллінгом у 1965 році з долини Лангтанг у Непалі.